# Begonia bridgesii
Espèce
Synonymes
- Begonia cuninghamei Sprague[1]

Begonia bridgesii est une espèce de plantes de la famille des Begoniaceae.
L'espèce fait partie de la section Hydristyles.
Elle a été décrite en 1859 par Alphonse Pyrame de Candolle (1806-1893).

## Répartition géographique
Cette espèce est originaire du pays suivant : Bolivie.